# Nausinoe perspectata
Nausinoe perspectata là một loài bướm đêm trong họ Crambidae.